# Punto limitante (geometría)

Los dos puntos donde se cruzan las cincunferencias rojas son los puntos limitantes de cada par de cincunferencias azules

En geometría, los puntos limitantes de dos cincunferencias disjuntas A y B en el plano son los puntos p que pueden definirse mediante cualquiera de las siguientes propiedades equivalentes:
- El haz definido por A y B contiene una cincunferencia degenerada (radio cero) centrada en p.[1]
- Cada cincunferencia o recta que es perpendicular tanto para A como para B pasa por p.[2]
- Una inversión centrada en p transforma A y B en cincunferencias concéntricas.[3]

## Propiedades
El punto medio de los dos puntos limitantes es el punto donde el eje radical de A y B cruza la recta que pasa por sus centros. Este punto de intersección tiene una potencia igual con respecto a todas las cincunferencias del haz que contienen A y B. Los propios puntos limitantes se pueden encontrar a esta distancia a cada lado del punto de intersección, en la recta que pasa por los dos centros de las cincunferencias. A partir de este hecho, es sencillo construir los puntos limitantes algebraicamente o mediante regla y compás.
Weisstein da una fórmula explícita que expresa los puntos limitantes como la solución a una ecuación de segundo grado en las coordenadas de los centros de las cincunferencias y de sus radios.
Invertir uno de los dos puntos limitantes a través de A o B produce el otro punto limitante. Una inversión centrada en un punto limitante asigna el otro punto limitante al centro común de las cincunferencias concéntricas.